# Borzas gödény
A borzas gödény (Pelecanus crispus) a madarak (Aves) osztályának gödényalakúak (Pelecaniformes) rendjébe, ezen belül a gödényfélék (Pelecanidae) családjába tartozó nagyméretű vízimadár.

## Elterjedése
Régebben a Kárpát-medencében is gyakori fészkelő volt, Délkelet-Európában, a Duna-deltában, Ázsiában és Kínában még elterjedt fajnak számít.

## Megjelenése
Testhossza 160-180 centiméter, szárnyainak fesztávolsága 310-345 centiméter, testtömege 10-12 kilogramm. A rózsás gödénynél még valamivel nagyobb, így a legnagyobb vízimadár. Alapszíne fehér, finom szürkésvörös árnyalással, a szárnytoll vége fekete. A fej és hátsó nyak tollazata borzas, üstökszerűen meghosszabbodott. A csőr szürkéssárga, a torokzacskó vérszínű, kékkel erezett.
|  |  |

## Életmódja
A borzas gödény társas madár, gyakran vadászik és röpül csapatban. Nem költ olyan nagy telepeken, mint rokona a rózsás gödény. Sokszor élnek egy helyen, de külön kis csoportokat alkot, nem csatlakozik rokonához. Fő táplálékát a halak teszik ki, melyeket a nagy kiterjedésű mocsarakban, folyótorkolatokban, édesvizű tavakban keresi. Naponta akár 1,5 kiló halat is elfogyaszthat. A borzas gödények gyakran egymással összefogva halásznak, körbezárva, és összeterelve a halakat. A vadászathoz hosszú csőrüket és az alsó csőrkávához kapcsolódó, tágulékony bőrzacskót használják.
Könnyedén, rövid siklásokkal, gyakran igen magasan repül, fejét, mint minden pelikán, a válla közé húzza.
Európában rövidtávú vonuló, a telet a Nílus deltavidékén, illetve Görögország nyugati partjainál tölti.

## Szaporodása
Nagykiterjedésű mocsarakban, folyótorkolatoknál, fákon, bokrokon, nádasban telepesen fészkel. 2-3 tojásán 30-32 napig kotlik.

## Kárpát-medencei előfordulása
Magyarországon pelikánt csak ritkán látni, kóborló egyedei legtöbbször május-július hónapokban alkalmi vendégként bukkannak föl a nagyobb folyók mentén. A 19. század közepén azonban a pelikánok még a Balatonon is költöttek.

## Természetvédelmi helyzete
Európában az Európai Állatkertek és Akváriumok Szövetsége felügyelete alá tartozó Európai Veszélyeztetett Fajok Programja (EEP) keretében tenyésztik a faj egyedeit.
Rokonánál, a rózsás gödénynél ritkábban tartott állatkerti faj. Magyarországon a Budapesti Állatkertben él néhány egyede.

## Védettsége
Fokozottan védett, természetvédelmi értéke 500 000 Ft.